# Sariha Moya
Sariha Belén Moya Angulo (Quito, 1988) es una economista, docente y funcionaria ecuatoriana,  ministra de Economía y Finanzas del Ecuador, desde abril de 2025; en el gobierno de Daniel Noboa. Fue vicepresidenta encargada del Ecuador, entre noviembre de 2024 y enero de 2025, siendo nombrada por el presidente Daniel Noboa, durante la suspensión de la vicepresidenta Verónica Abad.

## Biografía
Tras realizar estudios en la Pontificia Universidad Católica del Ecuador (2006-2010), obtuvo el título de Economista. Cursó estudios en la Universidad Pierre Mendès France (2009-2010), obteniendo la licenciatura en Derecho, Economía y Gestión, con mención en Economía y Gestión. Luego, obtuvo una maestría en Economía en la Universidad Carlos III de Madrid (2014-2015).

### Trayectoria
Trabajó como analista de Planificación y presupuesto en la Secretaría Nacional de Planificación y Desarrollo, entre octubre de 2012 y agosto de 2013. Luego, fue analista de Activos Públicos en el Ministerio de Finanzas, entre 2013 y 2014.
Se desempeñó como directora de Seguimiento y Evaluación del Plan Nacional de Desarrollo del Ecuador, de enero de 2016 a junio de 2017. Ese mismo año, fue nombrada directora de Planificación y Seguimiento en el Ministerio de Gobierno hasta 2022, cuando fue designada coordinadora general de Planificación y Gestión Estratégica en el mismo ministerio.
Fungió como docente a tiempo parcial de las facultades de Jurisprudencia y Economía de la Pontificia Universidad Católica del Ecuador.

## Gobierno de Daniel Noboa

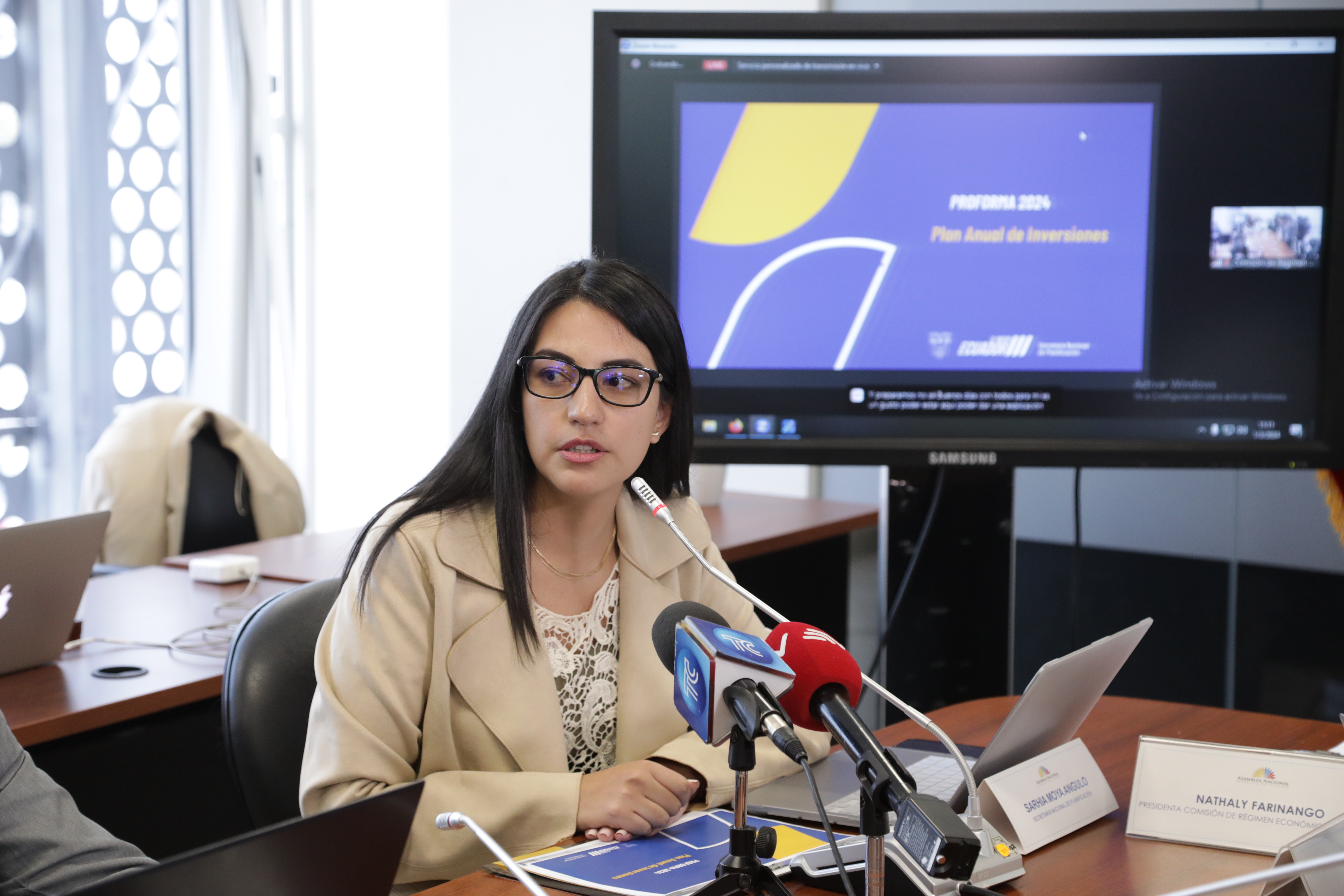
Sariha Moya en la Comisión de Régimen Económico de la Asamblea Nacional, durante el debate de la Proforma del Presupuesto General del Estado Período Fiscal 2024 (marzo de 2024).

Después de que Daniel Noboa fuera elegido presidente del Ecuador en 2023, inicialmente planeó nombrarla ministra de Economía y Finanzas. También fue parte de la comitiva de Noboa, que lo acompañó en su encuentro con el Fondo Monetario Internacional. El 23 de noviembre del mismo año, con el inicio de gobierno, fue nombrada secretaria nacional de Planificación y Desarrollo.
El 16 de abril de 2025, fue nombrada por el presidente Daniel Noboa, como ministra de Economía y Finanzas.

### Vicepresidenta encargada
El 9 de noviembre de 2024, la vicepresidenta Verónica Abad fue suspendida temporalmente como vicepresidenta por el Gobierno después de no poder salir de Israel y viajar a Turquía. El presidente Noboa seleccionó a Moya como vicepresidenta encargada dos días después, el 11 de noviembre. Noboa elogió el historial de servicio público y gestión de Moya como la razón detrás de su selección al cargo.
Como vicepresidenta encargada, tenía la tarea reemplazar temporalmente a Noboa como presidente durante los días de campaña electoral de las elecciones presidenciales de 2025. Esto ocurriría durante 30 días durante la primera vuelta del 5 de enero al 6 de febrero de 2025 y nuevamente en caso de una segunda vuelta durante otros 18 días, del 24 de marzo al 10 de abril.
Sin embargo, el 23 de diciembre de 2024, la jueza constitucional Nubia Vera, aceptó la acción de protección que puso la vicepresidenta Verónica Abad, declarando sin lugar su suspensión y restituyéndola en su cargo.
El 2 de enero de 2025, el presidente Noboa designó nuevamente a Moya como vicepresidenta encargada. Noboa justificó su nombramiento debido a la "ausencia temporal" de la vicepresidenta Verónica Abad. El encargo de Moya se extendería hasta el 22 de enero de 2025 o hasta que Abad se presentara en Turquía. Sin embargo, dos días después, el 4 de enero de 2025, el presidente Noboa designó a Cynthia Gellibert como vicepresidenta encargada tras el quebranto de salud de Moya.